# Bouvresse
Bouvresse település Franciaországban, Oise megyében. Lakosainak száma 170 fő (2022. január 1.). Bouvresse Abancourt, Blargies, Monceaux-l’Abbaye és Formerie községekkel határos.

## Népesség
A település népességének változása:
| Lakosok száma | 180  | 167  | 162  | 160  | 156  | 153  | 159  | 164  | 170  |
|               | 2013 | 2015 | 2016 | 2017 | 2018 | 2019 | 2020 | 2021 | 2022 |